# L'Économiste français
L'Économiste français est un journal hebdomadaire économique français fondé en 1862 par Jules Duval.

## Histoire

### Le journal de Jules Duval, 1862-1870
Le journal est créé en 1862 par Jules Duval, un magistrat de Rodez, qui avait fondé en 1847 une entreprise agricole à Oran, où il devient en 1852 rédacteur en chef de L'Echo d'Oran, puis journaliste à partir de 1855 à la rédaction du Journal des débats.
Parmi ses fondateurs, l'hebdomadaire compte aussi l'industriel de Mulhouse Jean Dollfus et le statisticien d'origine prussienne Maurice Block. Le titre est d'abord l'"organe des colonies, de la colonisation et de la réforme sociale par l’association et par l’amélioration du sort des classes pauvres". Opposé à la politique arabophile de Napoléon III, Jules Duval se fait l’avocat des colons en Algérie dans les colonnes de l'hebdomadaire et celles du Journal des débats, avec le saint-simonien Auguste Warnier. Il écrit également dans la Revue des deux Mondes.
Trois ans plus tard, Jules Duval en fait son propre journal sous le nom L'Économiste français, en lui donnant un triple objectif : réunion politique, émancipation administrative, assimilation progressive. L'Économiste français se présente comme le journal de la science sociale. Parmi ses chroniqueurs, Julie-Victoire Daubié, la féministe Marie Pape-Carpantier, et l'ex-instituteur Jean Macé, qui participe en 1866 à la création de la Ligue de l'enseignement et se bat avec Jules Ferry pour l’instauration d’une école gratuite, obligatoire et laïque. 
Président enthousiaste de la commission centrale de la Société de géographie à partir de 1868, Jules Duval y loue les vertus de la colonisation, des puits artésiens dans l’oued Rhir (région de Tougourt), du commerce à travers le désert, et du chemin de fer comme vecteur de civilisation, devançant l'idée de Transsaharien.

### Renaissance à partir de 1873
Après trois années de silence consécutives à la mort de Duval en 1870, l'hebdomadaire renaît, à partir d'avril 1873, avec le très libéral Paul Leroy-Beaulieu comme rédacteur en chef, titulaire de la chaire de science financière à l'École libre des sciences politiques, membre de la Société d'économie politique, et autre partisan de la colonisation, inspirateur des discours de Jules Ferry en faveur d'une nouvelle expansion coloniale. Le titre est édité par l'Imprimerie Centrale des chemins de fer. 300 industriels et négociants ont contribué à son lancement. L'hebdomadaire se veut alors un organe pratique, sur le modèle de l'Economist de Londres, dont il adopte le format et le cadre.